# Kontospää
Kontospää (nordsamiska: Kondosâš, ryska: Гора Конностунтури, Gora Konnostunturi) är ett berg i Finland, på gränsen till Ryssland. Det ligger i den ekonomiska regionen Norra Lappland och landskapet Lappland. Toppen på Kontospää är 288 meter över havet.
Terrängen runt Kontospää är huvudsakligen platt, men söderut är den kuperad. Den högsta punkten i närheten är 402 meter över havet, 1,7 km norr om Kontospää. Runt Kontospää är det mycket glesbefolkat, med 2 invånare per kvadratkilometer. Det finns inga samhällen i närheten. I omgivningarna runt Kontospää växer huvudsakligen
Trakten ingår i den boreala klimatzonen. Årsmedeltemperaturen i trakten är −4 °C. Den varmaste månaden är juli, då medeltemperaturen är 13 °C, och den kallaste är februari, med −18 °C.